# La Roë
La Roë ist eine französische Gemeinde mit 250 Einwohnern (Stand 1. Januar 2022) im Département Mayenne in der Region Pays de la Loire.

## Geographie
La Roë liegt elf Kilometer südöstlich von La Guerche-de-Bretagne und 14 Kilometer nordwestlich von Craon. Das Gemeindegebiet wird vom Flüsschen Pelleterie durchquert.

## Geschichte
Die Abtei von La Roë wurde von Robert von Arbrissel (1045–1116) im Jahre 1096 gegründet, obwohl er schon 1098 sein Leben als Wanderprediger wiederaufnahm, gedieh das Kloster. In den Hugenottenkriegen (1562–1598) wurde die Abtei verwüstet. Im 18. Jahrhundert wurde sie teilweise wiederaufgebaut, 1796 allerdings, im Zuge der Französischen Revolution, wieder zerstört.

## Bevölkerungsentwicklung
| Jahr      | 1962 | 1968 | 1975 | 1982 | 1990 | 1999 | 2008 | 2019 |
| Einwohner | 430  | 396  | 320  | 265  | 260  | 241  | 243  | 248  |

## Sehenswürdigkeiten
Die Abtei gehört heute zum Teil der Gemeinde und ist zum Teil in Privatbesitz, sie ist teilweise als Monument historique klassifiziert. Erhalten geblieben ist unter anderem die romanische Abteikirche. In der Kirche befinden sich eine mit lateinischer Inschrift versehene Glocke von 1745 und ein Betstuhl aus der ersten Hälfte des 17. Jahrhunderts, die ebenfalls als MH klassifiziert sind.

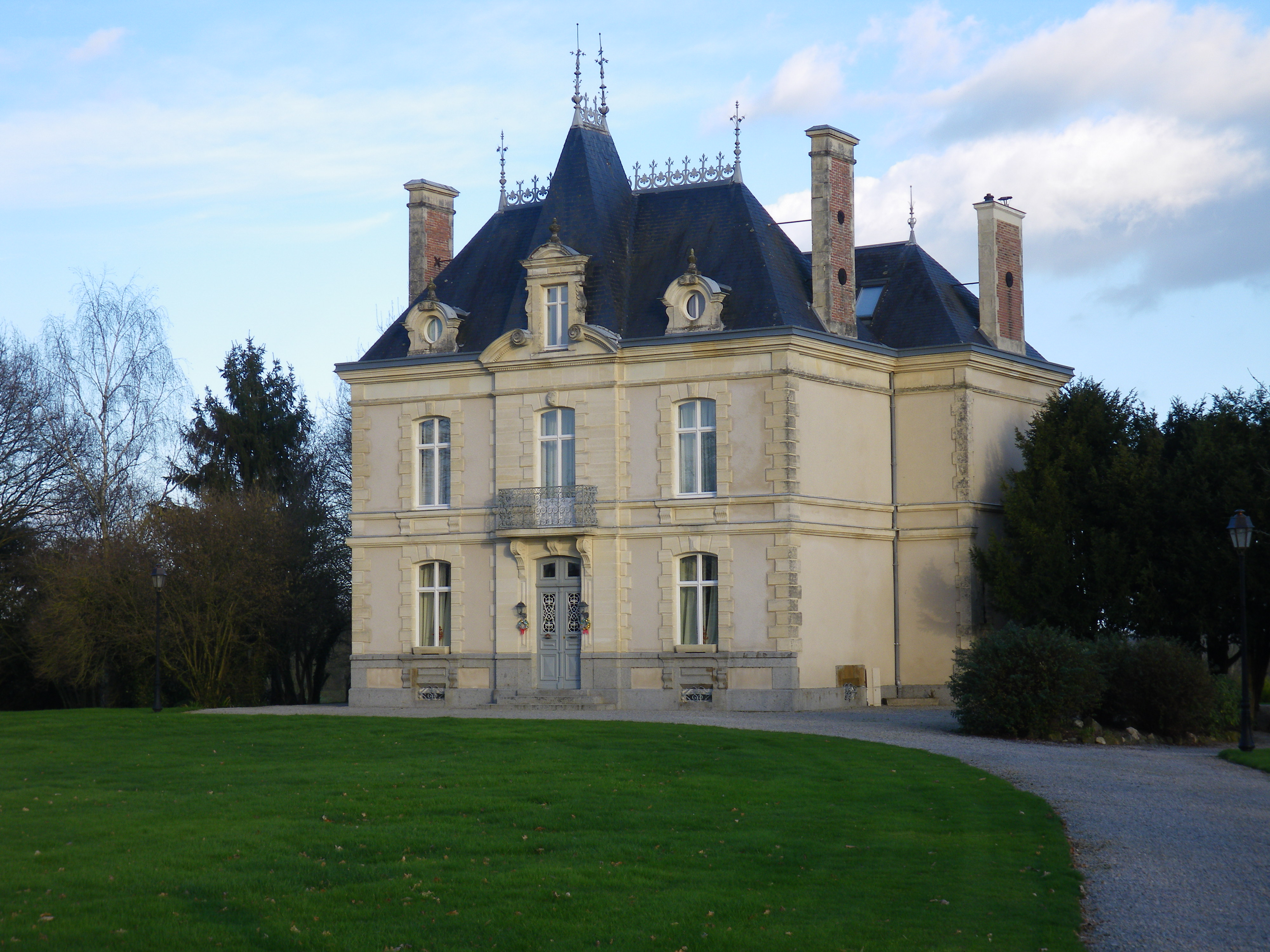
Schloss La Roë
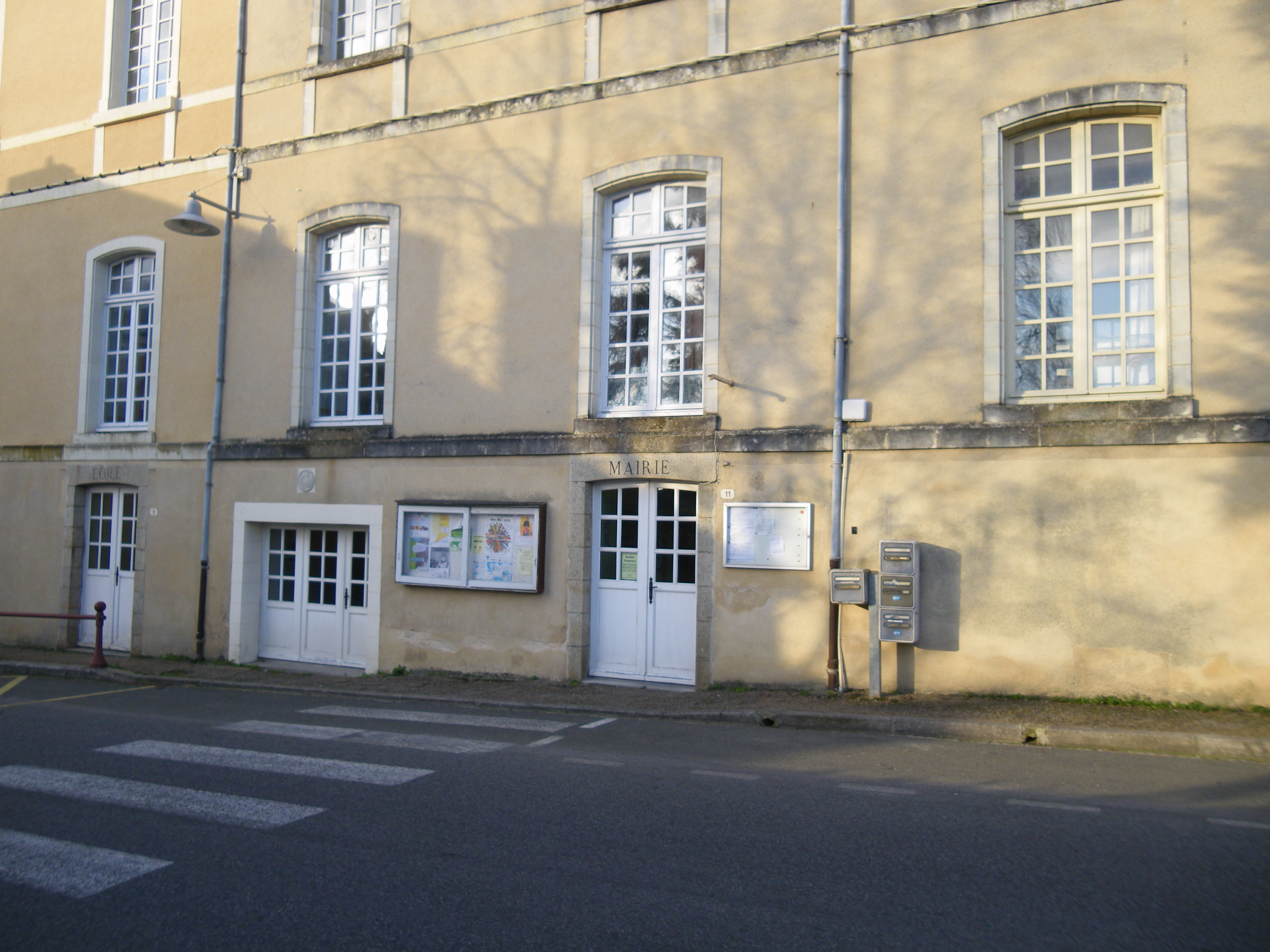
Rathaus (Mairie)
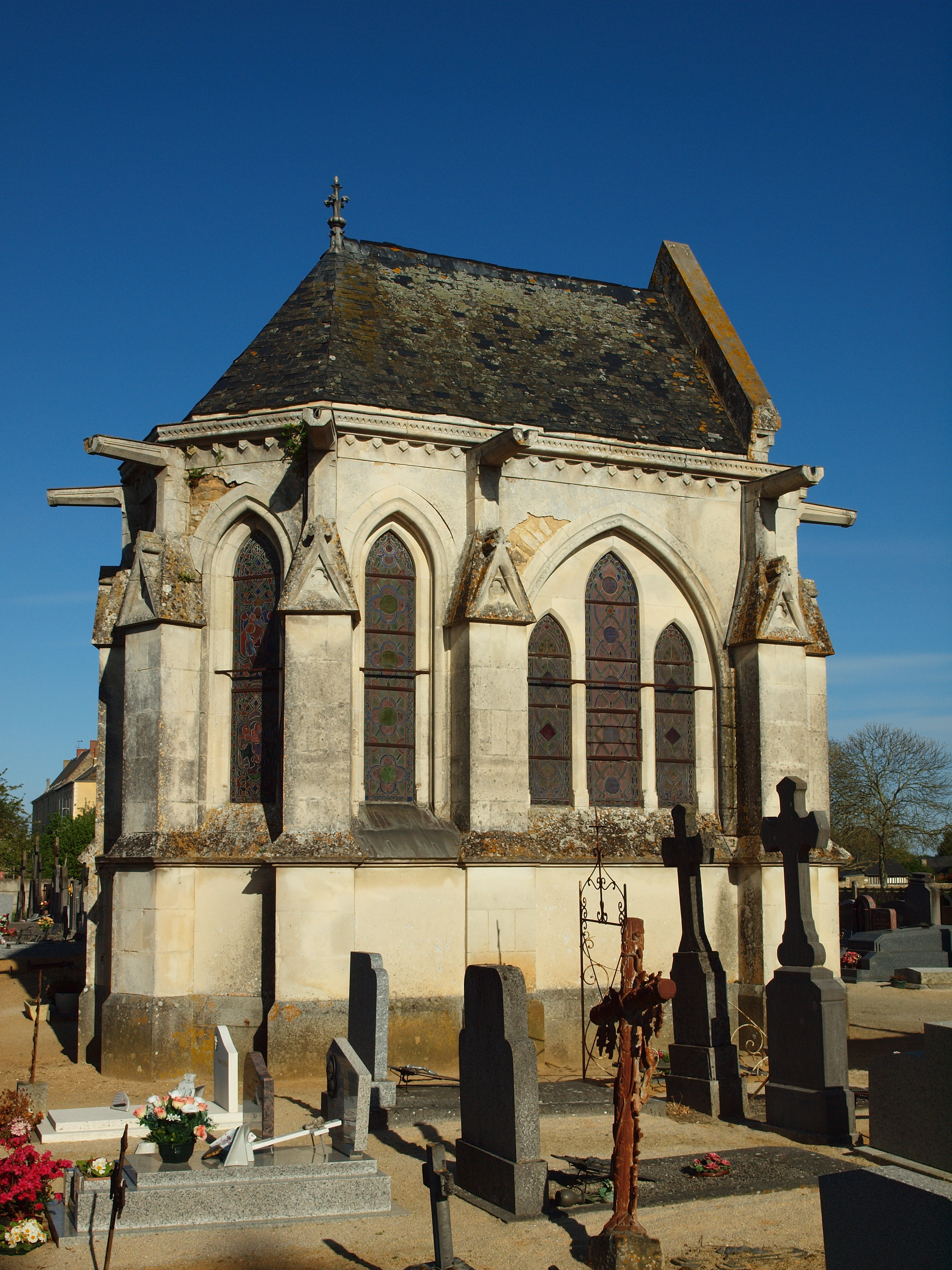
Friedhofskapelle
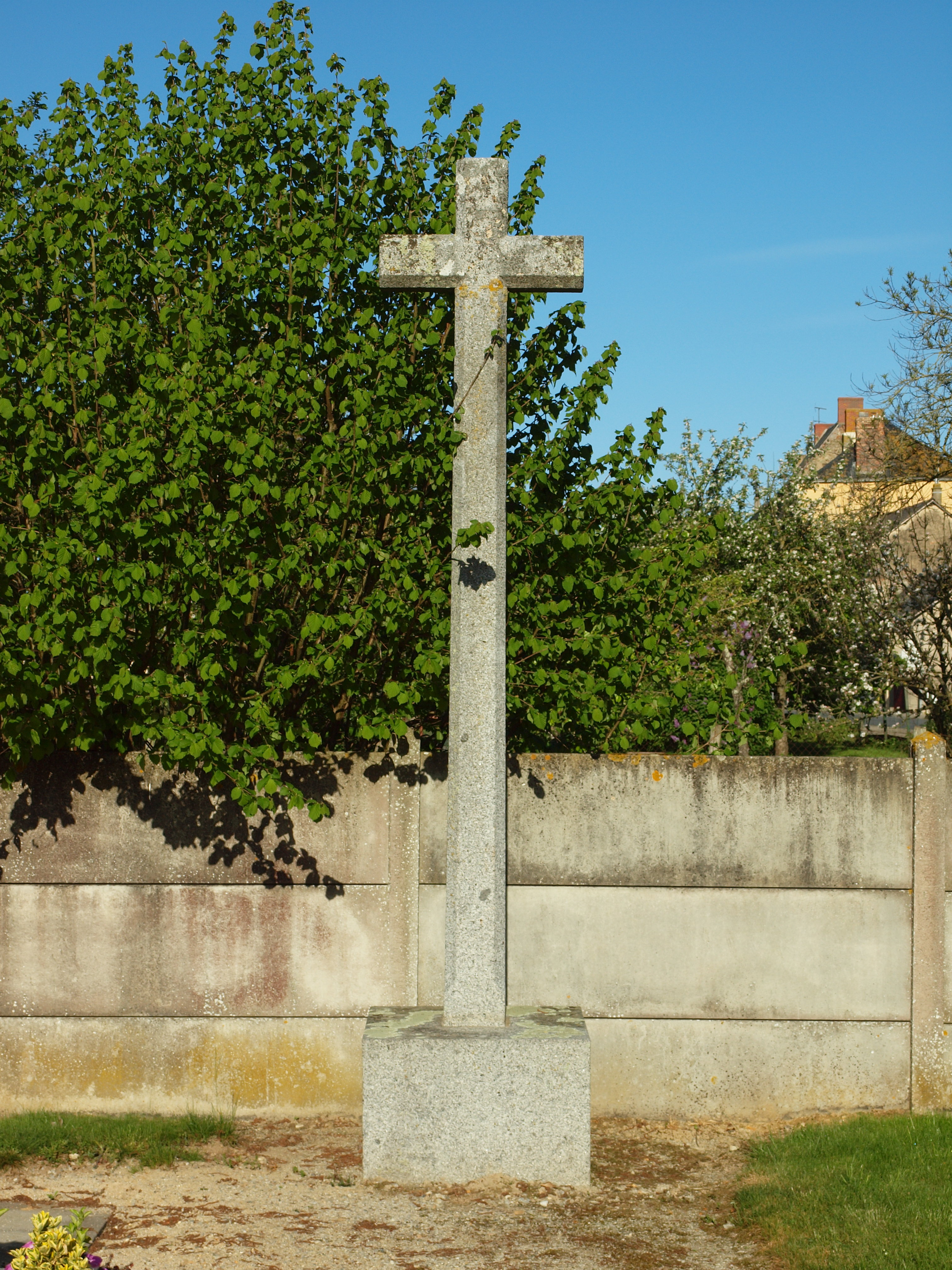
Friedhofskreuz

## Wirtschaft
Haupterwerbszweige in La Roë sind Ackerbau und die Zucht von Hausrindern, Hausschweinen und Geflügel.